# PeerJ

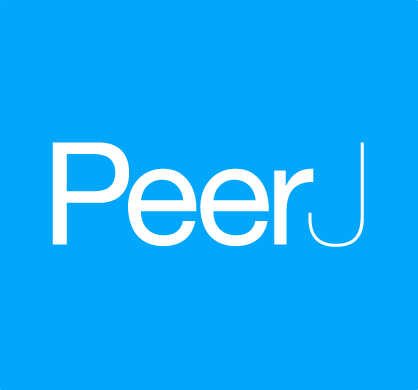
Logotypen för PeerJ

PeerJ är en referentgranskad vetenskaplig megatidskrift med öppen tillgång som täcker forskning inom biologisk och medicinsk vetenskap. Tidskriften publiceras av ett företag med samma namn som grundades av VD Jason Hoyt (tidigare på Mendeley) och utgivaren Peter Binfield (tidigare på PLOS ONE ),  med ekonomisk stöd på 950 000 US-dollar från O'Reilly Media och O'Reilly AlphaTech Ventures. Det lanserades officiellt i juni 2012, började acceptera inlagor den 3 december 2012 och publicerade sina första artiklar den 12 februari 2013. Företaget är medlem i CrossRef, CLOCKSS, ORCID,  och Open Access Scholarly Publishers Association. Företagets kontor finns i Corte Madera (Kalifornien, USA) och London (Storbritannien). 